# Station Couillet
Station Couillet is een spoorwegstation langs spoorlijn 130 (Namen - Charleroi) in Couillet, een deelgemeente van de Belgische stad Charleroi. In 2022 uitte het Charleroise stadsbestuur de wens om het station te hernoemen naar Charleroi-Violette.
Het is een station zonder loketten. Het station stond oorspronkelijk bekend als Couillet-Centre, maar werd in het kader van het vereenvoudigingsbeleid van de stationsnamen door de NMBS hernoemd tot Couillet.
Vanuit het station vertrok vroeger spoorlijn 133 naar Jamioulx. Deze spoorlijn werd voornamelijk gebruikt voor goederenvervoer in de regio en bediende onder andere de mijnsite Le Bois du Cazier in Marcinelle. Deze spoorlijn (of toch een gedeelte ervan) is ook bekend als industrielijn 261.

## Treindienst
| Serie       | Treinsoort               | Route                                          | Bijzonderheden                                            |
| ----------- | ------------------------ | ---------------------------------------------- | --------------------------------------------------------- |
| S 61        | S-trein Charleroi (NMBS) | Waver – Charleroi-Centraal – Couillet – Jambes | Rijdt in de week 2×/u tussen Jambes - Charleroi-Centraal. |
| P 7780/8780 | Piekuurtrein (NMBS)      | Charleroi-Centraal – Couillet – Namen – Jambes | Rijdt alleen op werkdagen. Een trein tot Jambes.          |

## Reizigerstellingen
De grafiek en tabel geven het gemiddeld aantal instappende reizigers weer op een week-, zater- en zondag.
| Tabel: aantal instappende reizigers station Couillet | Tabel: aantal instappende reizigers station Couillet | Tabel: aantal instappende reizigers station Couillet | Tabel: aantal instappende reizigers station Couillet |
|                                                      | Weekdag                                              | Zaterdag                                             | Zondag                                               |
| ---------------------------------------------------- | ---------------------------------------------------- | ---------------------------------------------------- | ---------------------------------------------------- |
| 1977                                                 | 345                                                  | -                                                    | 79                                                   |
| 1978                                                 | 315                                                  | -                                                    | 76                                                   |
| 1979                                                 | 458                                                  | -                                                    | 80                                                   |
| 1980                                                 | 460                                                  | -                                                    | 59                                                   |
| 1981                                                 | 391                                                  | 82                                                   | 72                                                   |
| 1982                                                 | 257                                                  | 66                                                   | 27                                                   |
| 1983                                                 | 210                                                  | 47                                                   | 33                                                   |
| 1984                                                 | 180                                                  | 57                                                   | 47                                                   |
| 1985                                                 | 147                                                  | 20                                                   | 28                                                   |
| 1986                                                 | 73                                                   | 17                                                   | 18                                                   |
| 1987                                                 | 82                                                   | 22                                                   | 30                                                   |
| 1988                                                 | 146                                                  | 18                                                   | 20                                                   |
| 1989                                                 | 65                                                   | 11                                                   | 24                                                   |
| 1990                                                 | 60                                                   | 25                                                   | 19                                                   |
| 1991                                                 | 97                                                   | 13                                                   | 12                                                   |
| 1992                                                 | 84                                                   | 20                                                   | 14                                                   |
| 1993                                                 | 86                                                   | 12                                                   | 12                                                   |
| 1994                                                 | 96                                                   | -                                                    | -                                                    |
| 1995                                                 | 61                                                   | -                                                    | -                                                    |
| 1996                                                 | 81                                                   | -                                                    | -                                                    |
| 1997                                                 | 74                                                   | -                                                    | -                                                    |
| 1998                                                 | 42                                                   | -                                                    | -                                                    |
| 1999                                                 | 50                                                   | -                                                    | -                                                    |
| 2000                                                 | 90                                                   | -                                                    | -                                                    |
| 2001                                                 | 46                                                   | -                                                    | -                                                    |
| 2002                                                 | 47                                                   | -                                                    | -                                                    |
| 2003                                                 | 40                                                   | -                                                    | -                                                    |
| 2004                                                 | 31                                                   | -                                                    | -                                                    |
| 2005                                                 | 31                                                   | -                                                    | -                                                    |
| 2006                                                 | 32                                                   | -                                                    | -                                                    |
| 2007                                                 | 30                                                   | -                                                    | -                                                    |
| 2008                                                 | -                                                    | -                                                    | -                                                    |
| 2009                                                 | 24                                                   | -                                                    | -                                                    |
| 2010                                                 | -                                                    | -                                                    | -                                                    |
| 2011                                                 | -                                                    | -                                                    | -                                                    |
| 2012                                                 | 45                                                   | -                                                    | -                                                    |
| 2013                                                 | 33                                                   | -                                                    | -                                                    |
| 2014                                                 | 31                                                   | -                                                    | -                                                    |
| 2015                                                 | 35                                                   | -                                                    | -                                                    |
| 2016                                                 | 47                                                   | -                                                    | -                                                    |
| 2017                                                 | 48                                                   | -                                                    | -                                                    |
| 2018                                                 | 75                                                   | -                                                    | -                                                    |
| 2019                                                 | 88                                                   | -                                                    | -                                                    |
| 2020                                                 | 54                                                   | -                                                    | -                                                    |
| 2021                                                 | -                                                    | -                                                    | -                                                    |
| 2022                                                 | 123                                                  | -                                                    | -                                                    |
| 2023                                                 | 187                                                  | -                                                    | -                                                    |
| 2024                                                 | 163                                                  | -                                                    | -                                                    |